# A Temporary Truce
A Temporary Truce è un cortometraggio muto del 1912 diretto da D.W. Griffith.

## Produzione
Il film fu prodotto dalla Biograph Company. Venne girato in California.

## Distribuzione
Distribuito dalla General Film Company, il film - un cortometraggio in due bobine - uscì nelle sale cinematografiche statunitensi il 10 giugno 1912. Ne venne fatta una riedizione che fu distribuita sul mercato americano il 15 agosto 1916.
Copia della pellicola è conservata negli archivi della Library of Congress.